# Vlčkovce
Vlčkovce (Hongaars: Farkashida) is een Slowaakse gemeente in de regio Trnava, en maakt deel uit van het district Trnava.
Vlčkovce telt 1.247 inwoners.